# Нова Павлівка (Кропивницький район)
Нова́ Павлі́вка —  село в Україні, у Соколівській сільській громаді Кропивницького району Кіровоградської області. Населення становить 335 осіб.

## Населення
Згідно з переписом УРСР 1989 року чисельність наявного населення села становила 346 осіб, з яких 143 чоловіки та 203 жінки.
За переписом населення України 2001 року в селі мешкало 335 осіб.

### Мова
Розподіл населення за рідною мовою за даними перепису 2001 року:
| Мова       | Відсоток |
| ---------- | -------- |
| українська | 92,24 %  |
| російська  | 4,48 %   |
| білоруська | 1,49 %   |
| польська   | 0,60 %   |
| словацька  | 0,30 %   |
| інші       | 0,89 %   |